# وزارة الأشغال العامة والتطوير الحضري
وزارة الأشغال العامة والتطوير الحضري(بالانجليزية : Ministry of Public Works and Urban Development)هي هي وزارة حكومية في اليمن، مسؤولة عن تطوير البنية التحتية والمرافق الحضرية في البلاد.

## روابط خارجية
- وزارة الأشغال العامة والتنمية العمرانية (قيد الإنشاء)